# 璞麗酒店
璞麗酒店是沪上定位为“都会桃源”的奢华酒店，位于南京西路和延安中路之间，毗邻综合性写字楼越洋广场。酒店共有 193 间舒适客房及 36 间豪华套房，提供 24 小时客房餐饮、礼宾、洗熨、管家服务，以及米其林餐厅。璞麗酒店是Urban Resort Concepts公司经营管理的第一家酒店，同时也是美国立鼎世酒店集团公司在中国的第6家会员酒店。2010年3月，璞麗酒店正式加入Design Hotels成为其组织成员。
酒店二楼设有餐厅，三楼则配备了健身房、桑拿、蒸汽房、按摩池、长25米的无边恒温泳池，以及原创品牌的遥水疗中心。
璞麗酒店的中文含义取自美丽（麗）的璞玉（璞）。
酒店的标志由梧桐树和凤凰组成，象征凤凰栖梧桐的寓意。

## 建筑与设计
璞麗酒店室内的公共区域和客房，以及花园和四周景观设计都是由上海卡納國際建築、澳洲设计公司Layan Design Group联合印尼Jaya & Associates室内设计公司共同打造的。整个酒店的室内外灯光、灯具及一系列静态和动态的投影，都由澳洲灯光设计公司The Flaming Beacon设计。
酒店室外有竹林与浅水景观，大堂内有一张长32米的硬柚木吧台，连接前台、礼宾以及酒吧，统称为“长吧”。大堂旁边的书廊有一个高5米的书架，藏书超过2500本，还有一个宽290厘米、高109厘米、深72厘米的壁炉。

### 室内外装潢素材
璞麗酒店的客房及公共区域采用了中国装潢材质，其中包括：仿旧木材、铸铜、土陶、上海灰砖及当地窑烧制的手工雕刻品。
酒店采用的装潢素材如下：
- 位于书廊壁炉上方，宽309厘米、高218厘米、深83厘米的鱼皮面板
- 泳池区的铜制墙面
- 静安餐厅墙面上的北京胡同青砖装饰

## 所获奖项
| 日期 | 奖项                                                                                                 |
| ---- | --- |
| 2011 | 《Sydney Morning Herald Traveller》全球50家最佳酒店                                                  |
| 2011 | 《China Travel》中国10家最具浪漫酒店                                                                 |
| 2010 | 英国《The Telegraph》全球50家最佳酒店                                                                |
| 2010 | 《Wallpaper*》全球40家最佳商务酒店榜                                                                 |
| 2010 | 全球最佳新开业酒店 — Condé Nast Traveller's Hot List 2010                                            |
| 2010 | 全球 101 家顶级酒店 — Tatler 旅行指南                                                                |
| 2010 | 《二十一世纪经济报道》与《商务旅行》联手举办的第七届中国酒店“金枕头”奖年度中国十大最受欢迎新开业酒店 |
| 2010 | 私家地理杂志中国旅行奖“设计精品酒店推荐”                                                             |
| 2010 | “2010年度最成功设计”钻石奖                                                                           |
| 2010 | Design for Asia Award 2010年“亚洲最具影响力设计大奖”                                                 |
| 2009 | 年度优选设计理念酒店 — Trends诠释杂志                                                                |
| 2009 | 2009 年最佳新开业酒店 — Travel Weekly China （旅讯网）                                               |

## 衛生問題
2018年11月14日，央視发布了一段名为《杯子的秘密》的视频，视频由一位微博用户首次发布，内容为秘密臥底檢查中國大陸外资高端酒店的客房卫生打扫情况，并发现大量卫生乱象。被曝光的14間酒店，均發現客房清洁員使用同一块脏抹布、顾客用过的脏浴巾等擦拭洗漱杯、马桶、洗手台、浴室玻璃等严重违规行为。
而在被曝光的14間酒店中，璞丽酒店赫然在列。11月16日下午，璞丽酒店通过官方微博发布称酒店进行了深入的调查，对视频中出现的情况诚挚道歉，并承诺加强监督力度。另文化和旅游部已經对被曝光的饭店展開調查。